# Alberto Fouillioux
Alberto Jorge Fouillioux Ahumada (pronunciado /fuyú/ en fonética española; AFI: /fuju/; Santiago, 22 de noviembre de 1940-Santiago, 23 de junio de 2018)  fue un futbolista, entrenador, comentarista deportivo y egresado de Derecho chileno.  Jugó de delantero, destacando fundamentalmente en Universidad Católica y la selección chilena. Es considerado uno de los máximos ídolos en la historia de Universidad Católica.

## Familia y estudios
Nació en 1940, hijo de María Ahumada González y de Alberto Fouillioux Collet.
Estudió en el Colegio San Ignacio de Santiago. Posteriormente estudió ingeniería durante un año, y luego se cambió a la carrera de derecho en la Pontificia Universidad Católica de Chile, desde donde egresó.
En 1966 se casó con Marcia Mosso Pinto, con quien tuvo tres hijos. La pareja se separó en 1983. Posteriormente inició una relación con Ángela Sánchez Núñez, con quien tuvo dos hijos, uno de ellos, Gonzalo, actualmente es periodista.

## Carrera deportiva

### Como futbolista

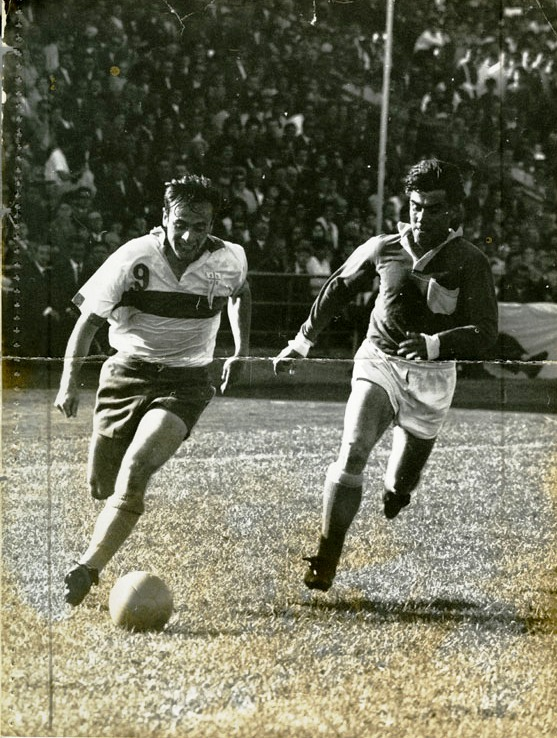
Alberto Fouillioux como jugador de la Universidad Católica en 1966.

Formado en las inferiores de Universidad Católica, Fouillioux —conocido como el «rey del chanfle», por sus endiablados tiros— tuvo una destacada participación en el club principal entre 1957 y 1969, obteniendo los títulos del Torneo Oficial 1961 y Torneo Oficial 1966.
A nivel internacional, con el equipo de la franja llegó a semifinales de la Copa Libertadores de América en 1962, 1966 y 1969. Además, en 1968 ganó una más de las definiciones entre Universidad Católica y Universidad de Chile, en esa ocasión por la clasificación a Copa Libertadores.
Posteriormente, jugó en Huachipato (1970-1971) y Unión Española (1972). Tras una destacada participación en el Lille Olympique Sporting Club de Francia entre 1972 y 1974, donde fue compañero de su compatriota Ignacio Prieto, regresó a Chile para jugar en la Universidad Católica, club que había descendido a Segunda División, logrando obtener en 1975 el título de dicho torneo y el ascenso a la Primera División.

### Como entrenador y comentarista

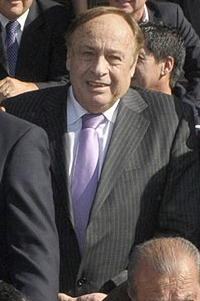
Alberto Fouillioux en 2011.

Como entrenador dirigió a Huachipato en 1976 y a Colo-Colo en 1977. Fue comentarista de fútbol en Canal 13 en el programa Deporte Color.
Hizo una de las duplas más exitosas de la historia junto a Néstor Isella, quien luego sería su compañero de conducción, en el programa Futgol de Canal 13 por muchos años. También trabajó en Megavisión en la edición de Meganoticias y la transmisión del futbol Mexicano.
Destacó también como comentarista deportivo radial, en Radio Nacional de Chile (Más Deporte) y Agricultura (Viva el Deporte - Deportes en Agricultura) junto a Milton Millas y Sergio Livingstone.

## Selección nacional
Fue internacional con la selección de fútbol de Chile en 70 ocasiones, anotando un total de 12 goles (3 en partidos oficiales y 9 en amistosos), y participó de los mundiales de Chile en 1962 y de Inglaterra en 1966, donde no anotó goles. Anotó el primer doblete que le hizo la selección chilena a la selección argentina, en noviembre de 1967, donde Chile triunfó por 3-1. Luego anotó un gol en la victoria de Chile por 2-1 nuevamente a Argentina en 1968, siendo la tercera victoria de Chile ante Argentina.

### Participaciones en Copas del Mundo
| Mundial              | Sede       | Resultado    | Partidos | Goles |
| -------------------- | ---------- | ------------ | -------- | ----- |
| Copa Mundial de 1962 | Chile      | Tercer lugar | 2        | 0     |
| Copa Mundial de 1966 | Inglaterra | Primera fase | 2        | 0     |

### Partidos internacionales
| Selección chilena | Selección chilena | Selección chilena |
| Año               | Partidos          | Goles             |
| ----------------- | ----------------- | ----------------- |
| 1960              | 9                 | 1                 |
| 1961              | 6                 | 1                 |
| 1962              | 4                 | 0                 |
| 1963              | 1                 | 0                 |
| 1964              | 1                 | 0                 |
| 1965              | 9                 | 3                 |
| 1966              | 8                 | 1                 |
| 1967              | 5                 | 2                 |
| 1968              | 7                 | 2                 |
| 1969              | 8                 | 1                 |
| 1970              | 2                 | 0                 |
| 1971              | 3                 | 0                 |
| 1972              | 8                 | 1                 |
| Total             | 71                | 12                |

## Clubes

### Como jugador
| Club                 | País    | Año       |
| -------------------- | ------- | --------- |
| Universidad Católica | Chile   | 1957-1969 |
| Huachipato           | Chile   | 1970-1971 |
| Unión Española       | Chile   | 1972      |
| Lille OSC            | Francia | 1972-1974 |
| Universidad Católica | Chile   | 1975      |

### Como entrenador
| Club                 | País  | Año       |
| -------------------- | ----- | --------- |
| Universidad Católica | Chile | 1976      |
| Huachipato           | Chile | 1977-1978 |
| Colo-Colo            | Chile | 1978      |

## Estadísticas

### Con Universidad Católica
| Club                         | Competición       | Goles | Part. | Media goleadora |
| ---------------------------- | ----------------- | ----- | ----- | --------------- |
| Universidad Católica · Chile | Primera División  | 89    | 297   | 0.3             |
| Universidad Católica · Chile | Copa Chile        | 5     | 11    | 0.45            |
| Universidad Católica · Chile | Copa Libertadores | 11    | 51    | 0.22            |
| Universidad Católica · Chile | Segunda División  | 3     | 13    | 0.23            |
| Total club                   | Total club        | 108   | 372   | 0.29            |

## Palmarés

### Torneos nacionales
| Título           | Club                 | País    | Año     |
| ---------------- | -------------------- | ------- | ------- |
| Primera División | Universidad Católica | Chile   | 1961    |
| Primera División | Universidad Católica | Chile   | 1966    |
| Ligue 2          | Lille OSC            | Francia | 1973-74 |
| Segunda División | Universidad Católica | Chile   | 1975    |

### Torneos internacionales
| Título                       | Equipo             | Sede  | Año  |
| ---------------------------- | ------------------ | ----- | ---- |
| 3.er lugar Copa Mundial 1962 | Selección de Chile | Chile | 1962 |

### Distinciones individuales
| Distinción                                  | Año  |
| ------------------------------------------- | ---- |
| Mejor deportista del fútbol profesional     | 1964 |
| Mejor futbolista de Chile - Revista Estadio | 1968 |